# قانون ظل التمام
في هندسة المثلثات، قانون ظل التمام هي علاقة بين الأطوال a و b و c لجوانب المثلث وظلال التمام لزواياها النصفية α2 و β2 و γ2:
{\displaystyle {\frac {\cot({\tfrac {\alpha }{2}})}{p-a}}={\frac {\cot({\tfrac {\beta }{2}})}{p-b}}={\frac {\cot({\tfrac {\gamma }{2}})}{p-c}}={\frac {1}{r}},}
حيث تشير {\displaystyle p={\frac {a+b+c}{2}}} إلى نصف المحيط و r نصف قطر الدائرة الداخلية للمثلث.